# برزلیانیت
برزلیانیت  (به انگلیسی: Berzelianite) با فرمول شیمیایی Cu2Se از مجموعه کانی هاست و از نام کاشف آن J.Berzelius گرفته شده‌است. دراسیدنیتریک محلول است. Cu:۶۱٫۶۲٪  Se:۳۸٫۳۸٪  با انکلوزیونهای Tl,Ag برای اولین بار در چک اسلواکی کشف شد و از نظر شکل بلور: ناشناخته، رنگ: سفید نقره‌ای متمایل به آبی که سریعاْ مات و سیاه می‌شود.، شفافیت: کدر(اپاک)، شکستگی: نامنظم، جلا: فلزی - مات، رخ: ندارد، سیستم تبلور:  مکعبی و در رده‌بندی سلنیور است  و منشأ تشکیل آن هیدروترمال است.
همایند کانی‌شناسی (پارانژ) آن سلنیورهای دیگر- کلوستالیت- تی امانیت است
، از نظر ژیزمان آگرگاتهای دانه‌ای - توده‌ای - دندریتی - آغشته کمیاب است و بیشتر در آلمان شرقی و غربی، سوئد، چک اسلواکی و آرژانتین یافت می‌شود.

## منبع
- پردیس کشاورزی ایران